# Gymnogeophagus

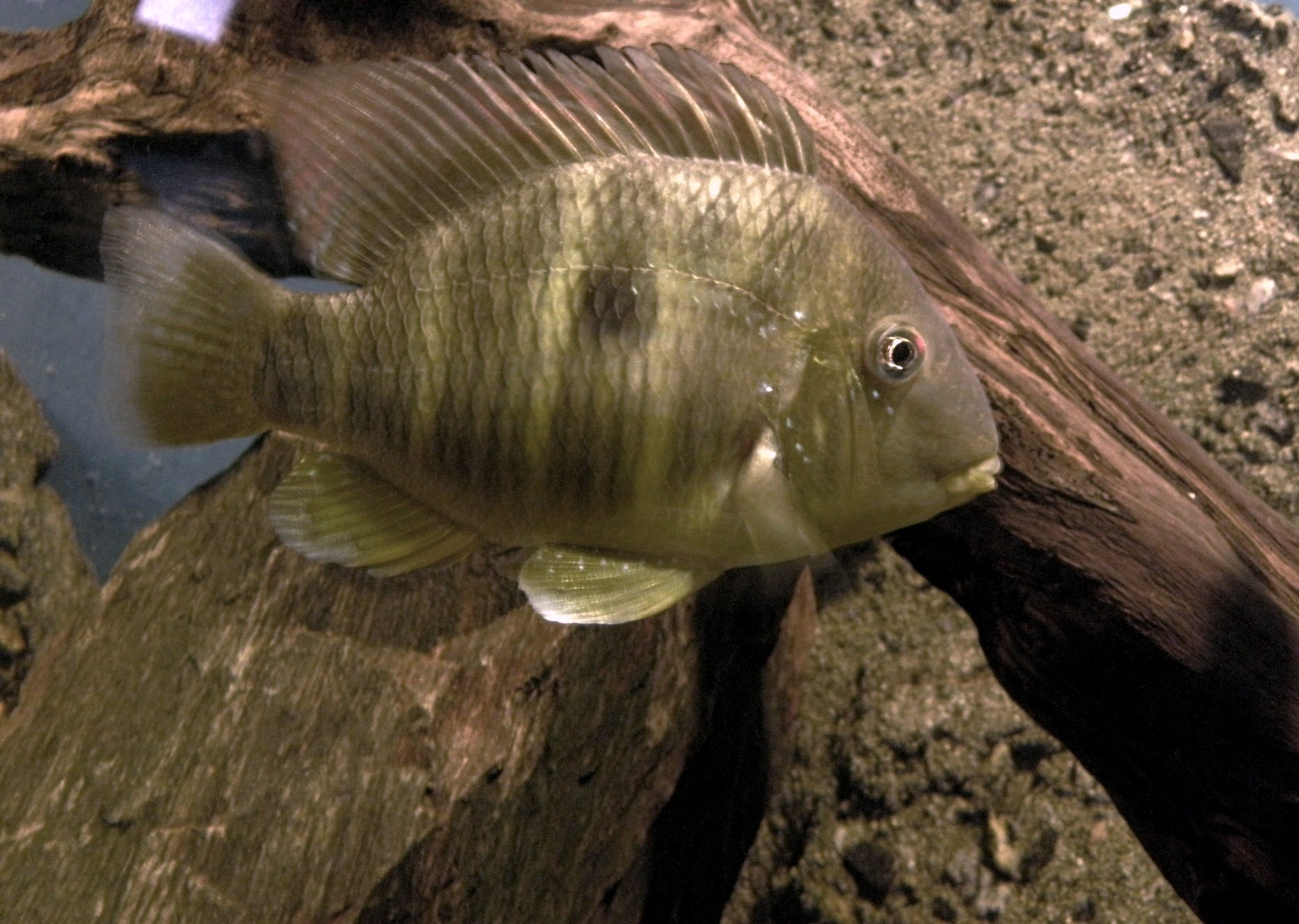
Gymnogeophagus balzanii, ausgewachsenes Weibchen

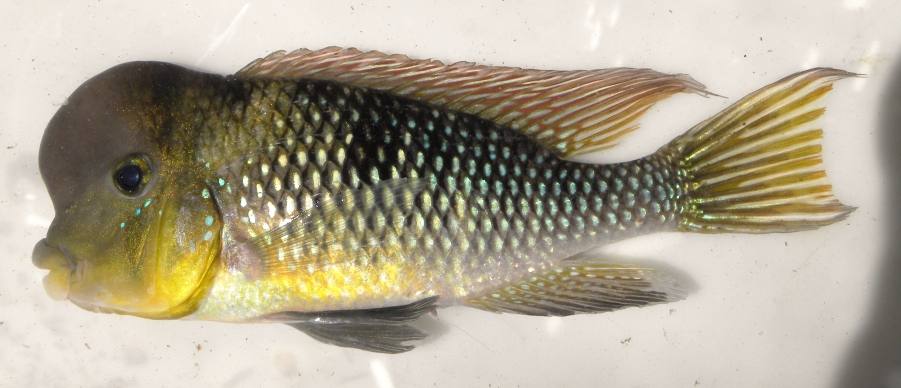
Gymnogeophagus labiatus

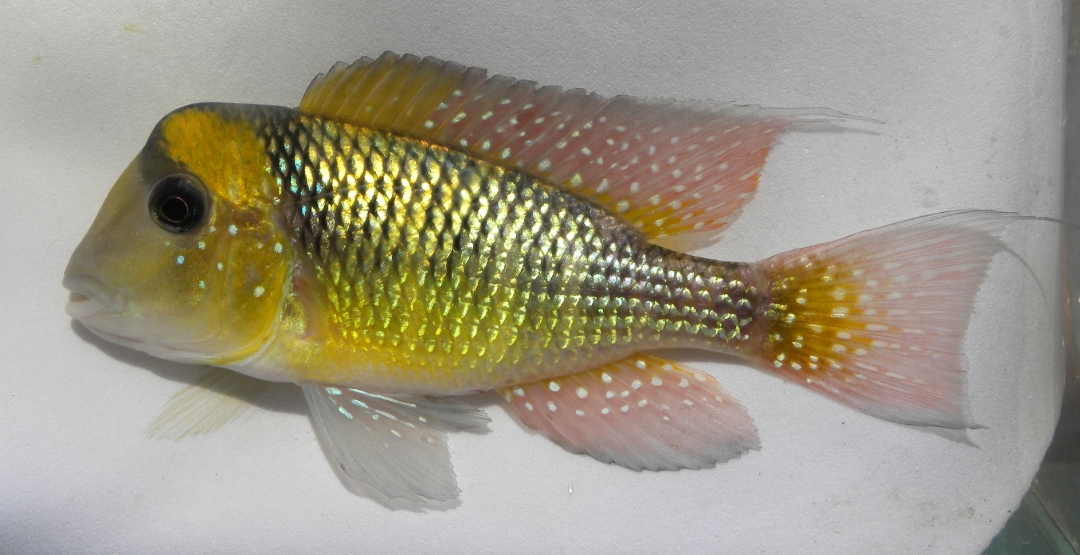
Gymnogeophagus mekinos

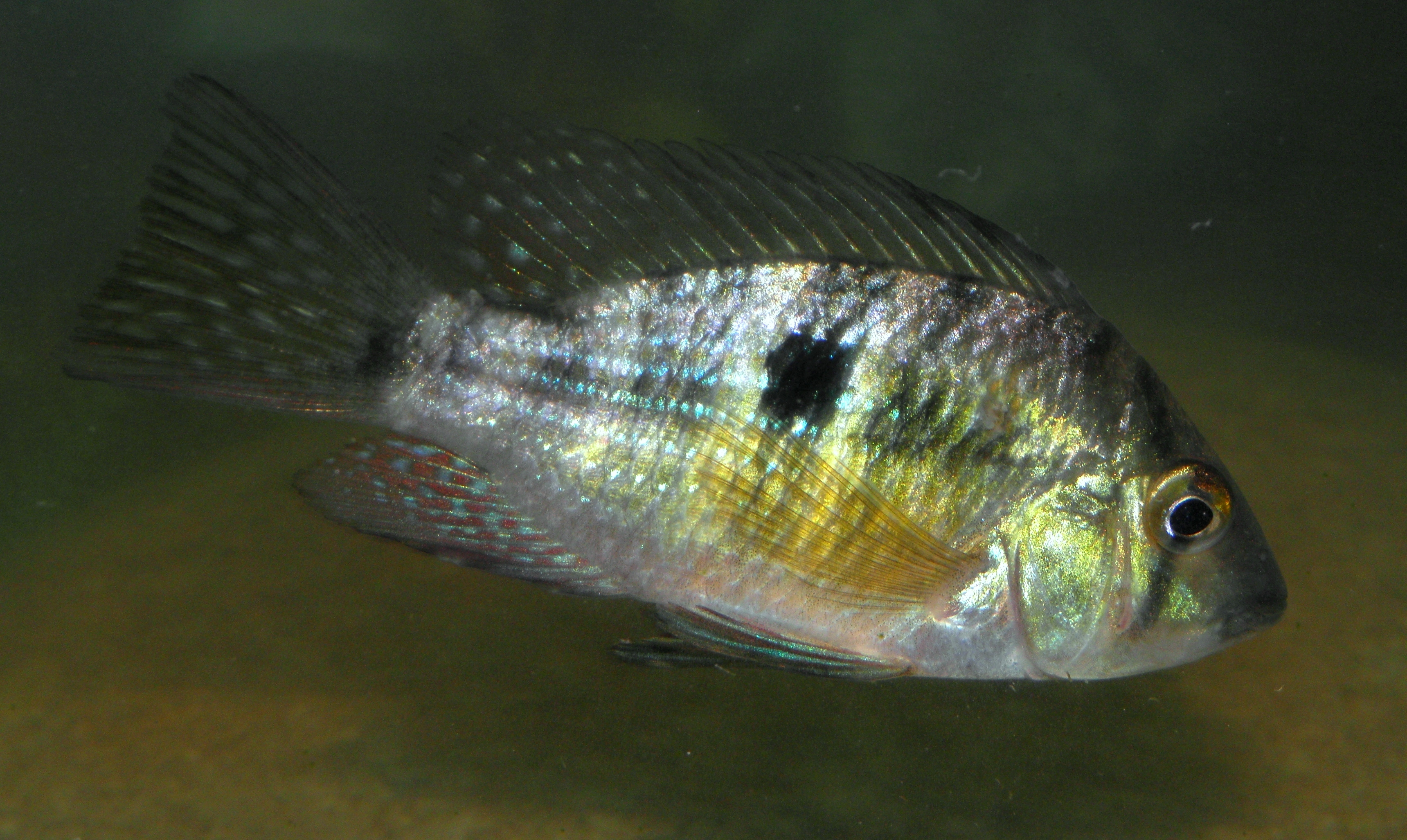
Gymnogeophagus meridionalis

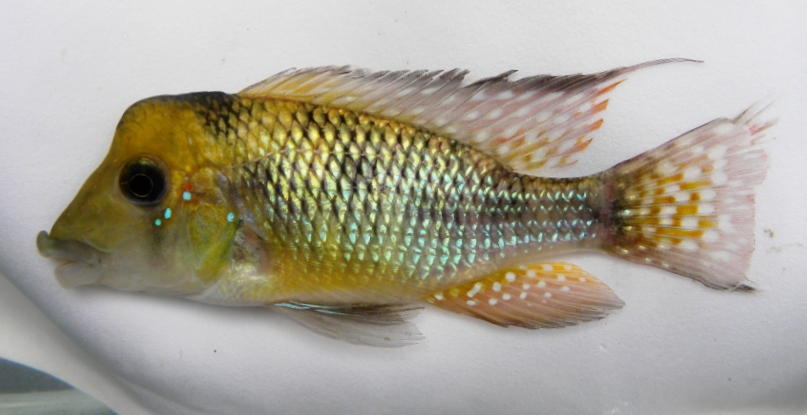
Gymnogeophagus pseudolabiatus

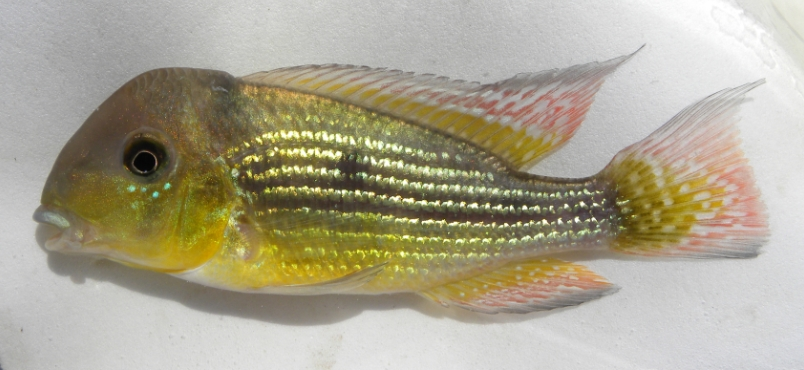
Gymnogeophagus tiraparae

Gymnogeophagus ist eine Buntbarschgattung, die im mittleren Südamerika im Einzugsgebiet von Río Paraguay, Río Pilcomayo, Río Paraná und Río Uruguay, im oberen Rio Guaporé und in einigen kleineren Flüssen im südöstlichen Brasilien vorkommt. Der Name setzt sich aus dem griechischen „gymnos“ (= nackt) und Geophagus zusammen und bezieht sich auf die unbeschuppte (nackte) Schnauze gegenüber der der verwandten Buntbarschgattung Geophagus.

## Merkmale
Gymnogeophagus-Arten sind kleine bis mittelgroße Buntbarsche und werden 9 bis maximal 17 Zentimeter lang. Der Körper ist mäßig gestreckt, hochrückig und seitlich abgeflacht, der Kopf mehr oder weniger zugespitzt mit einer teilweise sehr steil ansteigenden Stirnlinie. Gattungstypisch ist das Fehlen der Supraneuralia (Teile der Wirbel) und ein nach vorn gerichteter Stachel vor dem Stützsystem der Rückenflosse.

## Fortpflanzung
Gymnogeophagus-Arten zeigen eine Vielfalt von Fortpflanzungsmethoden. Viele Arten sind Maulbrüter, andere dagegen Offenbrüter. Einige bilden eine Elternfamilie, andere eine Mutterfamilie.

## Arten
Die Datenbank FishBase listet Ende 2015 elf Arten, die Beschreibung von fünf weiteren erschien im Dezember 2015. Zusammen mit weiteren Neubeschreibungen sind im Februar 2018 20 Arten bekannt.
- Gymnogeophagus australis (Eigenmann, 1907)
- Ballonkopf-Erdfresser (Gymnogeophagus balzanii (Perugia, 1891)), Typusart
- Gymnogeophagus caaguazuensis Staeck, 2006
- Gymnogeophagus che Casciotta, Gómez & Toresanni, 2000
- Gymnogeophagus constellatus Malabarba et al., 2015
- Gymnogeophagus gymnogenys (Hensel, 1870)
- Gymnogeophagus jaryi Alonso et al., 2019
- Gymnogeophagus labiatus (Hensel, 1870)
- Gymnogeophagus lacustris Reis & Malabarba, 1988
- Gymnogeophagus lipokarenos Malabarba et al., 2015
- Gymnogeophagus mekinos Malabarba et al., 2015
- Gymnogeophagus meridionalis Reis & Malabarba, 1988
- Gymnogeophagus missioneiro Malabarba et al., 2015
- Gymnogeophagus peliochelynion Turcati et al., 2018
- Gymnogeophagus pseudolabiatus Malabarba et al., 2015
- Gymnogeophagus rhabdotus (Hensel, 1870)
- Gymnogeophagus setequedas Reis, Malabarba & Pavanelli, 1992
- Gymnogeophagus taroba Casciotta et al., 2017
- Gymnogeophagus terrapurpura Loureiro et al., 2016
- Gymnogeophagus tiraparae González-Bergonzoni, Loureiro & Oviedo, 2009